# FDT (Lied)
FDT ist ein Lied der US-amerikanischen Rapper YG und Nipsey Hussle. Der Song wurde am 30. März 2016 als zweite Singleauskopplung aus YGs zweitem Studioalbum Still Brazy veröffentlicht. Der Text richtet sich gegen Donald Trump, der sich zum Zeitpunkt der Veröffentlichung im Vorwahlkampf zur US-Präsidentschaftswahl befand, aus der er als Sieger hervorging.

## Inhalt

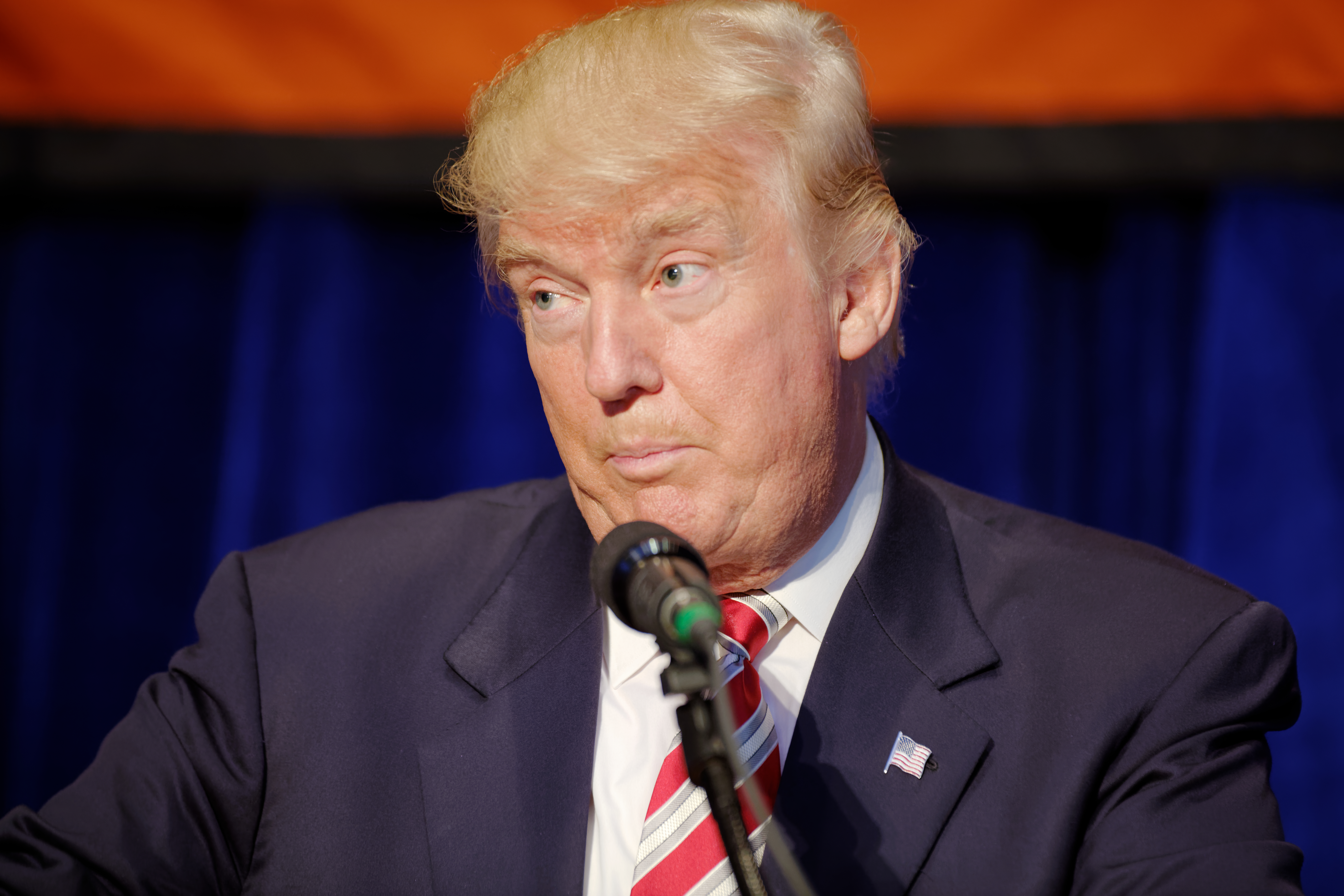
Der amerikanische Präsident Donald Trump im September 2016

Bei FDT handelt es sich um einen Protestsong, in dem sich die Westcoast-Rapper YG und Nipsey Hussle gegen die politischen Ambitionen des späteren US-Präsidenten Donald Trump aussprechen. Nipsey Hussle, der in Los Angeles zusammen mit Mexikanern aufgewachsen war, zeigte sich insbesondere von Trumps Aussagen gegenüber ethnischen Minderheiten schockiert und begründete damit seine Motivation für die Mitwirkung.
Das Lied beginnt mit einem gesprochenen Intro von YG, gefolgt von der Hookline, in der Fuck Donald Trump achtmal wiederholt wird. Die Strophen stellen Trumps Eignung für das höchste Amt im Staat infrage und zeichnen ein düsteres Bild von einer möglichen Präsidentschaft des Republikaners.

„He too rich, he ain’t got the answers

He can’t make decisions for this country, he gon’ crash us

No, we can’t be a slave for him

He got me appreciatin’ Obama way more.“

Der Text enthält mehrere soziokulturelle Anspielungen. So werden neben Barack Obama etwa Rodney King, ein bekanntes Opfer polizeilicher Gewalt, und der mexikanische Drogenbaron El Chapo (Surprised El Chapo ain’t tried to snipe you) erwähnt. Darüber hinaus werden die politischen Organisationen Black Panther und Nation of Islam genannt. Ebenso findet sich eine Anspielung auf Trumps gelegentliche Auftritte im Showgeschäft (This Comedy Central ass nigga couldn’t be the president). Während der Song explizit eine „Ära schwelender Bandenkriege“ heraufbeschwört (Have a rally out in L.A., we gon’ crash your shit), weckt er auch die Hoffnung auf „Solidarität in einer vielfältigen Stadt“.

„And if it’s time to team up… let’s begin

Black love, brown pride in the sets again

White people feel the same as my next of kin.“

Das Single-Cover zeigt Trumps Gesicht mit einem zusätzlichen Mund anstelle eines Auges. Das andere Auge ist mit einem roten X übermalt.

## Musikvideo
Unter der Regie von Austin Simkins entstand ein knapp fünfminütiges Video zum Song. Der Film beginnt mit einem persönlichen Textintro, welches das Jahr 2016 als Wendepunkt in der Geschichte der Vereinigten Staaten beschwört und die Jugend zur Wahl aufruft.
Es folgt Original-Footage von einem Vorfall im Februar 2016, bei dem rund 30 afroamerikanische Studierende von einer Wahlkampfveranstaltung Trumps in Valdosta, Georgia, ausgeschlossen worden waren. Das in Schwarz-Weiß gehaltene Video zeigt eine Gruppe von Menschen, überwiegend Afroamerikaner und Hispanics, die im Sinne einer Demonstration durch die Straßen von South Los Angeles ziehen. Die Farben Blau, Rot und Grün kommen gezielt zum Einsatz, etwa um Kleidung oder Polizeifahrzeuge hervorzuheben. In der zweiten Hälfte ist ein Videomitschnitt von Donald Trumps kontroverser Ansprache zu sehen, in der er den Bau einer Mauer zu Mexiko ankündigt. Dieser Standpunkt Trumps wird auch im Text des Liedes aufgegriffen (You built walls? We gon’ prolly dig holes).
Die Dreharbeiten fanden in South Los Angeles statt, wo YG und Nipsey Hussle aufgewachsen sind. An der Ecke 71st Street/Crenshaw Boulevard in Hyde Park verfügte das LAPD einen Drehstopp. Als offizielle Begründung wurde der Einsatz zum Zweck von Straßenrennen aufgemotzter Autos angegeben. Laut einem Sprecher sei es unter den hunderten Menschen, die am Dreh teilnahmen, nicht zu Gewalt gekommen. Eine Nachrichtenmeldung zu diesem Vorfall ist am Anfang des Videos zu hören.

## Rezeption

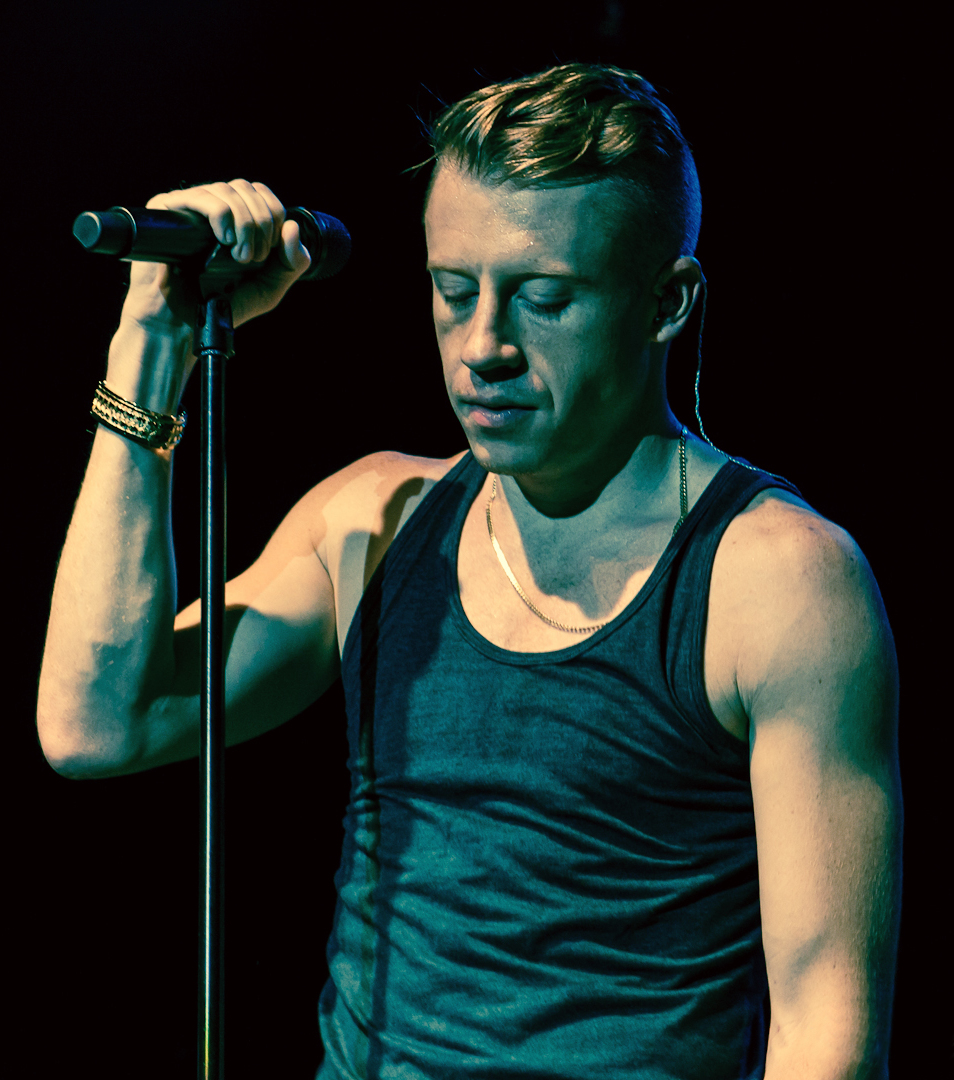
Macklemore ist auf dem Remix FDT Pt. 2 zu hören.

Der Song schlug bereits kurz nach seiner Veröffentlichung hohe Wellen und wurde vom Secret Service unter die Lupe genommen. Die Behörde kontaktierte YGs Plattenfirma Def Jam mit dem Ziel, die Songtexte seines anstehenden Albums Still Brazy zu prüfen. Schließlich fielen einige Zeilen von FDT, darunter die Anspielung auf El Chapo der Zensur zum Opfer und wurden in der Albumversion des Liedes durch Pausen ersetzt. YG hatte sogar überlegt, den Track zu streichen, war aber vom Produzenten DJ Swish überredet worden, daran festzuhalten.
Im Juli 2016 erschien unter dem Titel FDT Pt. 2 ein Remix des Liedes mit neuen Strophen von G-Eazy und Macklemore, in denen unter anderem Trumps Einstellung zum Islam thematisiert wird. YG nannte seine folgende Tournee nach dem Song Fuck Donald Trump Tour und ließ von jedem verkauften Ticket einen Dollar an Familien von Polizeigewaltopfern spenden.
Nach Entscheidung der Wahl zugunsten von Donald Trump erlangte der Song Ende des Jahres 2016 neue Popularität. Vor allem Protestveranstaltungen gegen Trump machten sich die Aussage des Liedes zunutze. Der Rolling Stone hatte den Song im Sommer als „catchy middle-finger track“ bezeichnet, die LA Times titulierte ihn nach der Wahl als „most prophetic, wrathful and unifying protest song of 2016“. In seiner Bedeutung habe er sich von einem „Warnschuss“ zu einem „trotzigen Aufschrei“ entwickelt. YG bedauerte den Wahlsieg des Republikaners und sah seine, aus der Sicht eines jungen Afroamerikaners gehegten Vorurteile gegenüber Macht und den USA bestätigt.
Trotz der großen Aufmerksamkeit hielt sich der kommerzielle Erfolg der als Download veröffentlichten Single in Grenzen. In den Hot R&B/Hip-Hop Songs der Billboard-Charts erreichte FDT am 26. November 2016 – acht Monate nach Erstveröffentlichung – Platz 50, in den Bubbling Under Hot 100 belegte der Song für eine Woche Platz 10.